# Католицизм на Коморских островах

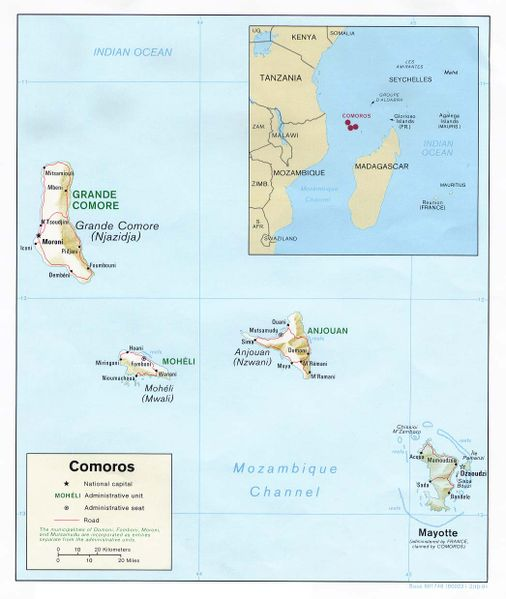
Коморские острова

Католицизм на Коморских островах или Католическая Церковь на Коморских островах — часть всемирной Римско-католической церкви.

## История
В 30-х годах XIX века на Коморские острова периодически приезжали Капуцины с соседнего Мадагаскара. В 40-х годах XIX века они заложили небольшие часовни на островах Анжуан и Мохели. 19 мая 1844 года Коморские острова были включены Святым Престолом в состав Апостольской префектуры Мадагаскара. Первые католические миссионеры прибыли на остров Майотту в январе 1845 года. С этого времени, с небольшим интервалом в четыре года с 1907 по 1911 годы, на островах присутствовали один или несколько католических священников. 4 сентября 1848 года на острове Майотта была основана Апостольская префектура Малые острова Мадагаскара. С 1851 года Апостольская префектура была поручена пастырскому попечению священникам из ордена иезуитов. 27 ноября 1858 года к Апостольской префектуре присоединили острова Анжуан, Мохели, Гранд-Комор и другие острова Коморского архипелага. В 1901 году Апостольскую префектуру отдали попечению Апостольского викариата Северного Мадагаскара.
В 1930 году в Морони (остров Гранд-Комор) была построена первая католическая церковь на островах. 5 мая 1975 года Святым Престолом была образована Апостольская администрация Коморского архипелага, которая 1 мая 2010 года была преобразована в Апостольский викариат. С 1986 года пастырской деятельностью на островах занимались капуцины. В 1990 году был рукоположен в священники первый уроженец Коморских островов. С 12 апреля 1998 года местной католической общиной руководят монахи из монашеского ордена сальваторианцев.

## Статистика
Большинство жителей Коморских островов исповедуют ислам. Католики составляют незначительное религиозное меньшинство (около 5 %), в основном это французы и малагасийцы. В 2004 году на островах работали 4 священника и 8 монашествующих.

## Источник
- Annuario pontificio, Ватикан, 2004